# Cotinis punctatostriata
Cotinis punctatostriata är en skalbaggsart som beskrevs av Bates 1889. Cotinis punctatostriata ingår i släktet Cotinis och familjen Cetoniidae. Inga underarter finns listade i Catalogue of Life.